# رايتشل راي

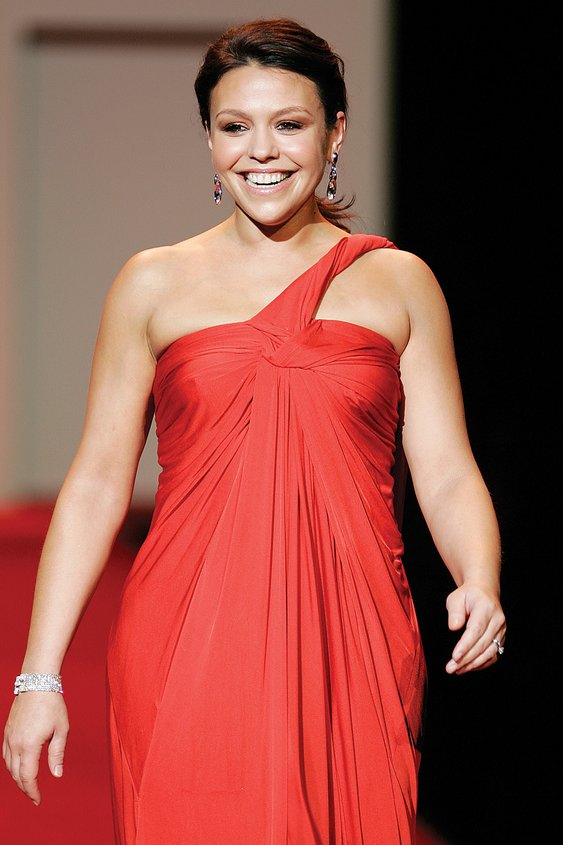
رايتشل راي

رايتشل راي (بالإنجليزية: Rachael Ray) (مواليد 25 أغسطس 1968) مقدمة برامج تلفزيونية أمريكية تم ترشيحها لجائزة الإيمي مرتين. تقدم برنامج رايتشل راي بالإضافة إلى برنامجين للطبخ. تبث قناة MBC4 برنامجها.
بالإضافة إلى ذلك قامت بتأليف سلسلة كتب طبخ.

## الهوامش
1. ↑  Blogposts | The Guardian نسخة محفوظة 03 يوليو 2008 على موقع واي باك مشين.
2. ↑  Dunkin' Donuts accused of promoting terrorism | Americas | News | The Independent نسخة محفوظة 08 فبراير 2018 على موقع واي باك مشين.
3. ↑  PM, Lorraine Ali On 5/29/08 at 8:00 (29 May 2008). "The Real Danger of the Rachael Ray 'Kaffiyeh' Spat". Newsweek (بالإنجليزية). Archived from the original on 2019-04-22. Retrieved 2019-01-29.{{استشهاد ويب}}:  صيانة الاستشهاد: أسماء عددية: قائمة المؤلفين (link)

## روابط خارجية
- رايتشل راي على موقع IMDb (الإنجليزية)
- رايتشل راي على موقع الموسوعة البريطانية (الإنجليزية)
- رايتشل راي على موقع إن إن دي بي (الإنجليزية)
- رايتشل راي على موقع قاعدة بيانات الفيلم (الإنجليزية)